# Halopteris platygonotheca
Halopteris platygonotheca är en nässeldjursart som beskrevs av Peter Schuchert 1997. Halopteris platygonotheca ingår i släktet Halopteris och familjen Halopterididae. Inga underarter finns listade i Catalogue of Life.